# 耶律章瓦
耶律章瓦（？—？），辽朝契丹人，辽朝宗室。
耶律章瓦在辽景宗时担任乌隈乌骨里部节度使。乌隈乌骨里部在今黑龙江省鹤岗市、佳木斯市一带。是辽国控制东北民族的重镇。统和元年（983年）春正月十一戊辰，刚刚即位的辽圣宗任命乌隈乌骨里部节度使耶律章瓦为同政事门下平章事。作为使相。